# Доктор Атль
Доктор Атль (справжнє ім'я Херардо Мурі́льо, ісп. Gerardo Murillo; нар. 3 жовтня 1875, Гвадалахара — пом. 15 серпня 1964, Мехіко) — мексиканський живописець, громадський діяч, мистецтвознавець, етнограф і вулканолог.

## Біографія
Народився 3 жовтня 1875 року в иісті Гвадалахарі (Мексика). 1890 року навчався в Гвадалахарі, до 1896 року — в Академії Сан-Карлос в Мехіко.
У 1896—1904 роках жив в Римі, де отримав ступінь доктора філософії. Здійснив подорож по країнам Європи і Далекого Сходу. З 1902 року працював під псевдонімом Доктор Альт (з мови науатль — вода). У 1906—1908 роках викладав в Академії Сан-Карлос. 1910 року хаснував Художній центр в Мехіко. У 1911—1914 роках знову подорожував по Європі. Після повернення в Мексику з 1915 року видавав газету «Вангуардія», ісп. La Vanguardia («Авангард»), керував революційною художньою молоддю, організував робітничі батальони.
З 1930 року очолював секцію пластичних мистецтв Міністерства освіти Мексики.
Помер в Мехіко 15 серпня 1964 року. Похований в Мехіко в Ротонді видатних діячів.

## Творчість
Автор пейзажів, портретів, стінних розписів. Картини:
- «Вулкан Істаксіуатль» (1933, Національний музей мистецтва);
- автопортрет (1938, Національний музей мистецтва);
- «Долина Мехіко» (1940, Національний музей мистецтва).